# Figuren aus Law & Order
Dies ist eine Auflistung und Beschreibung der Figuren der US-amerikanischen Fernsehserie Law & Order.

Law & Order spielt in New York City: das Wappen des NYPD

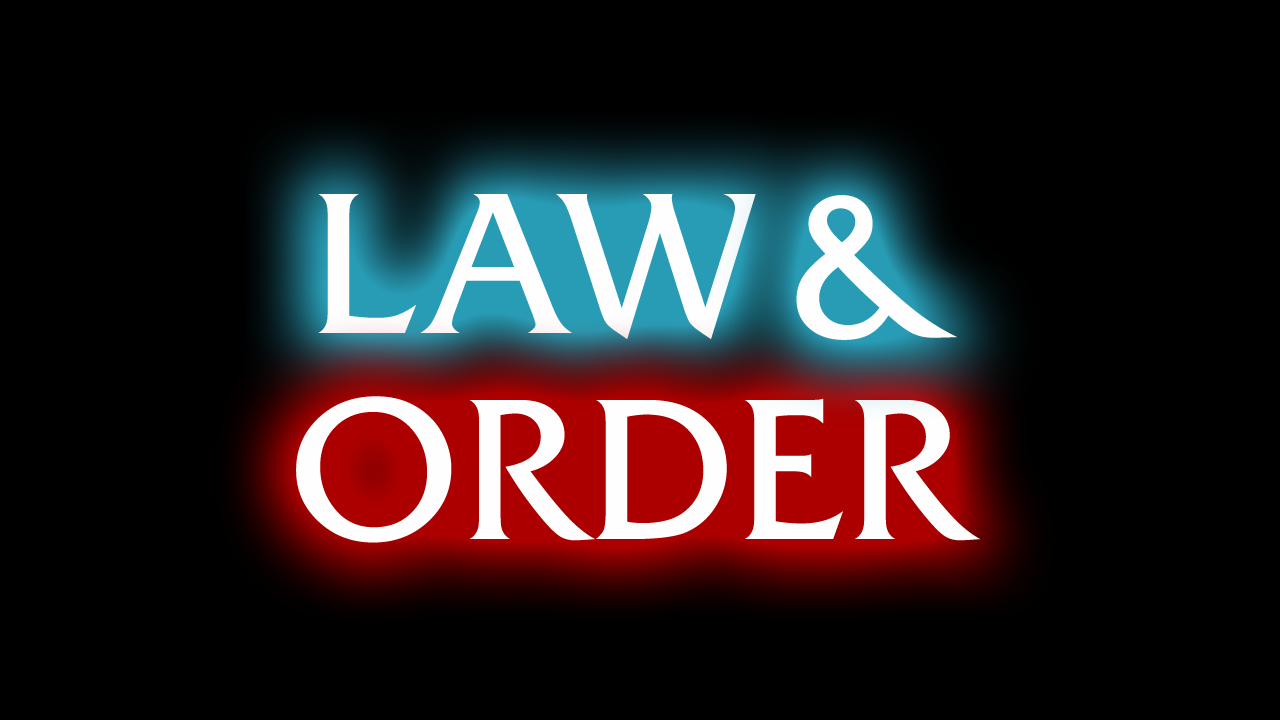
Das Logo der Serie

## Übersicht
| Schauspieler         | Rolle                     | Staffeln                                       | Staffeln | Staffeln | Staffeln | Staffeln | Staffeln | Staffeln | Staffeln | Staffeln | Staffeln | Staffeln | Staffeln | Staffeln | Staffeln | Staffeln | Staffeln | Staffeln | Staffeln | Staffeln | Staffeln | Staffeln | Staffeln | Staffeln |
| Schauspieler         | Rolle                     | 1                                              | 2        | 3        | 4        | 5        | 6        | 7        | 8        | Film     | 9        | 10       | 11       | 12       | 13       | 14       | 15       | 16       | 17       | 18       | 19       | 20       | 21       | 22       |
| -------------------- | ------------------------- | ---------------------------------------------- | -------- | -------- | -------- | -------- | -------- | -------- | -------- | -------- | -------- | -------- | -------- | -------- | -------- | -------- | -------- | -------- | -------- | -------- | -------- | -------- | -------- | -------- |
| George Dzundza       | Max Greevey               | HR                                             |          |          |          |          |          |          |          |          |          |          |          |          |          |          |          |          |          |          |          |          |          |          |
| Chris Noth           | Mike Logan                | HR                                             | HR       | HR       | HR       | HR       |          |          |          | HR       |          |          |          |          |          |          |          |          |          |          |          |          |          |          |
| Dann Florek          | Donald „Don“ Cragen       | HR                                             | HR       | HR       |          | GA       |          |          |          | HR       |          | GA       |          |          |          |          | GA       |          |          |          |          |          |          |          |
| Michael Moriarty     | Benjamin „Ben“ Stone      | HR                                             | HR       | HR       | HR       |          |          |          |          |          |          |          |          |          |          |          |          |          |          |          |          |          |          |          |
| Richard Brooks       | Paul Robinette            | HR                                             | HR       | HR       |          |          | GA       |          |          |          |          |          |          |          |          |          |          | GA       | GA       |          |          |          |          |          |
| Steven Hill          | Adam Schiff               | HR                                             | HR       | HR       | HR       | HR       | HR       | HR       | HR       |          | HR       | HR       |          |          |          |          |          |          |          |          |          |          |          |          |
| Paul Sorvino         | Phil Cerreta              |                                                | HR       | HR       |          |          |          |          |          |          |          |          |          |          |          |          |          |          |          |          |          |          |          |          |
| Carolyn McCormick    | Dr. Elizabeth Olivet      |                                                | NR       | HR       | HR       | NR       | NR       | NR       |          |          | GA       | GA       |          |          | NR       | NR       | NR       | NR       | NR       | NR       | GA       | GA       |          |          |
| Jerry Orbach         | Leonard „Lennie“ Briscoe  |                                                | GA       | HR       | HR       | HR       | HR       | HR       | HR       | HR       | HR       | HR       | HR       | HR       | HR       | HR       |          |          |          |          |          |          |          |          |
| S. Epatha Merkerson  | Anita van Buren           | GA in anderer Rolle als Denise Winters (01/17) |          |          | HR       | HR       | HR       | HR       | HR       | NR       | HR       | HR       | HR       | HR       | HR       | HR       | HR       | HR       | HR       | HR       | HR       | HR       |          |          |
| Jill Hennessy        | Claire Kincaid            |                                                |          |          | HR       | HR       | HR       |          |          |          |          |          |          |          |          |          |          |          |          |          |          |          |          |          |
| Sam Waterston        | John Michael „Jack“ McCoy |                                                |          |          |          | HR       | HR       | HR       | HR       | HR       | HR       | HR       | HR       | HR       | HR       | HR       | HR       | HR       | HR       | HR       | HR       | HR       | HR       | HR       |
| Benjamin Bratt       | Reynaldo „Rey“ Curtis     |                                                |          |          |          |          | HR       | HR       | HR       | HR       | HR       |          |          |          |          |          |          |          |          |          |          | GA       |          |          |
| Carey Lowell         | Jamie Ross                |                                                |          |          |          |          |          | HR       | HR       |          |          | GA       | GA       |          |          |          |          |          |          |          |          |          | GA       |          |
| John Fiore           | Tony Profaci              | NR                                             | NR       | NR       | NR       | NR       | NR       | NR       | NR       | HR       | GA       |          |          |          |          |          |          |          |          |          |          |          |          |          |
| Angie Harmon         | Abbie Carmichael          |                                                |          |          |          |          |          |          |          |          | HR       | HR       | HR       |          |          |          |          |          |          |          |          |          |          |          |
| Jesse L. Martin      | Edward „Ed“ Green         |                                                |          |          |          |          |          |          |          |          |          | HR       | HR       | HR       | HR       | HR       | HR       | HR       | HR       | HR       |          |          |          |          |
| Dianne Wiest         | Nora Lewin                |                                                |          |          |          |          |          |          |          |          |          |          | HR       | HR       |          |          |          |          |          |          |          |          |          |          |
| Elisabeth Röhm       | Serena Southerlyn         |                                                |          |          |          |          |          |          |          |          |          |          |          | HR       | HR       | HR       | HR       |          |          |          |          |          |          |          |
| Fred Dalton Thompson | Arthur Branch             |                                                |          |          |          |          |          |          |          |          |          |          |          |          | HR       | HR       | HR       | HR       | HR       |          |          |          |          |          |
| Dennis Farina        | Joe Fontana               |                                                |          |          |          |          |          |          |          |          |          |          |          |          |          |          | HR       | HR       |          |          |          |          |          |          |
| Annie Parisse        | Alexandra Borgia          |                                                |          |          |          |          |          |          |          |          |          |          |          |          |          |          | HR       | HR       |          |          |          |          |          |          |
| Michael Imperioli    | Nick Falco                |                                                |          |          |          |          | GA       |          |          |          |          |          |          |          |          |          | HR       | GA       |          |          |          |          |          |          |
| Milena Govich        | Nina Cassady              |                                                |          |          |          |          |          |          |          |          |          |          |          |          |          |          |          | GA       | HR       |          |          |          |          |          |
| Alana de la Garza    | Connie Rubirosa           |                                                |          |          |          |          |          |          |          |          |          |          |          |          |          |          |          |          | HR       | HR       | HR       | HR       |          |          |
| Jeremy Sisto         | Cyrus Lupo                |                                                |          |          |          |          |          |          |          |          |          |          |          |          |          |          |          |          | GA       | HR       | HR       | HR       |          |          |
| Linus Roache         | Michael „Mike“ Cutter     |                                                |          |          |          |          |          |          |          |          |          |          |          |          |          |          |          |          |          | HR       | HR       | HR       |          |          |
| Anthony Anderson     | Kevin „B“ Bernard         |                                                |          |          |          |          |          |          |          |          |          |          |          |          |          |          |          |          |          | HR       | HR       | HR       | HR       |          |
| Leslie Hendrix       | Elizabeth Rodgers         |                                                | NR       | NR       | NR       | NR       | NR       | NR       | NR       | GA       | NR       | NR       | NR       | NR       | NR       | NR       | NR       | NR       | NR       | NR       | NR       | NR       |          |          |
| J. K. Simmons        | Emil Skoda                |                                                |          |          |          |          |          |          | NR       |          | NR       | NR       | NR       | NR       | NR       | NR       | NR       |          |          |          |          | NR       |          |          |

(HR: Hauptrolle, NR: Nebenrolle, GA: Gastauftritte)

## Max Greevey
Sergeant Greevey war in den 1960er Jahren der Partner von Donald Cragen. Er arbeitete beim 27. New Yorker Polizeirevier. Ende der 1980er und Anfang der 1990er Jahre arbeitete er unter der Leitung von Captain Cragen mit Mike Logan zusammen. 1991 wurde Greevey während einer Ermittlung ermordet. Er war mit seiner Frau Marie verheiratet und hatte drei Kinder. Er war Anhänger des konservativen katholischen Glaubens. Max ist zudem gegen Abtreibung.

## Mike Logan

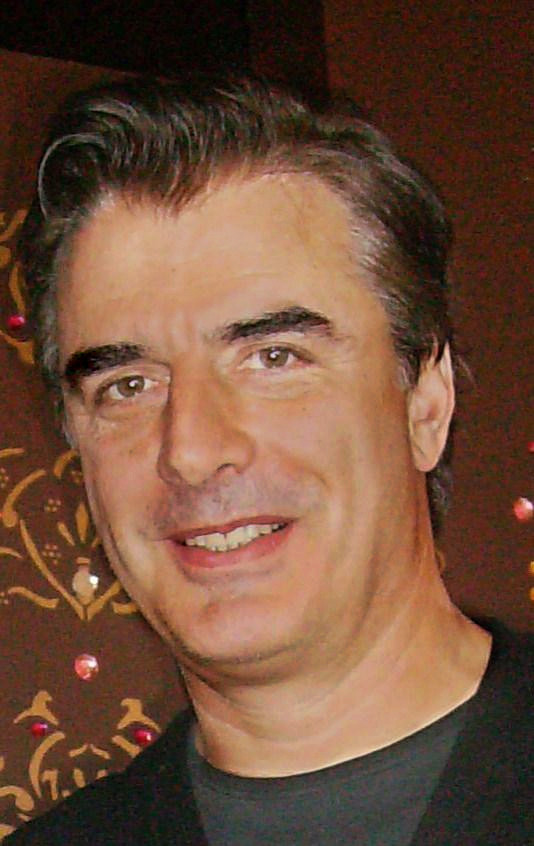
Chris Noth spielte Det. Logan

Detective Mike Logan wurde New York City geboren und wuchs bei einer irisch-katholischen Familie auf. Er hat eine dunkle Vergangenheit, da er als Kind missbraucht wurde und seine Mutter alkoholkrank war. Er kam als junger Polizist in den 1980er Jahren zum 27. Revier und wurde der Partner von Max Greevey. Dieser wurde 1991 erschossen und Phil Cerreta wurde sein neuer Partner, der ebenfalls nach mehr als einem Jahr angeschossen wurde. Anschließend war Lennie Briscoe sein Partner, bis Logan 1995 nach Staten Island strafversetzt wurde. Erst 1998 kehrt er für einen Mordfall nach Manhattan zurück. 2005 wurde er zum Major Case Squad versetzt.

## Donald Cragen
In den 1960er Jahren war Cragen im Militärdienst und hatte einen Einsatz im Vietnamkrieg. Danach ging er zur New Yorker Mordkommission, wo er Partner von Max Greevey wurde. Er arbeitete sich zum Captain hoch und übernahm Ende der 1980er Jahre den Posten als Leiter des 27. Polizeireviers.
In seiner Vergangenheit hatte Cragen ein Alkoholproblem. Dieses führte dazu, dass er, betrunken, einen Taxifahrer mit seinem Dienstrevolver bedrohte. Danach drohte Greevey damit, nicht mehr mit ihm zusammenzuarbeiten, wenn er sein Problem nicht in den Griff bekam. Seitdem rührte er keinen Tropfen Alkohol mehr an. Seine Frau starb bei einem Flugzeugabsturz. 1991 wurde wegen Korruption gegen Cragen ermittelt, jedoch wurde seine Unschuld bewiesen. 1993 verließ er das Revier und wechselte zur Anti-Korruptions-Task-Force. 1998 arbeitete er mit seinem ehemaligen Revier zusammen, bis er dann 1999 Leiter der Special Victims Unit wurde.

## Benjamin Stone
1985 wurde Benjamin Stone zum ausführenden Staatsanwalt. Zunächst arbeitete er unter dem Staatsanwalt Alfred Wentworth, bis dieser von Adam Schiff 1990 abgelöst wurde. Stone befürwortet die Todesstrafe. Nachdem er 1994 eine Zeugin trotz versprochenen Schutzes verloren hatte, kündigte er bei der Staatsanwaltschaft und machte eine Europareise. 2018 verstarb Stone, wobei Jack McCoy die Trauerrede hielt. Sein Sohn, Peter Stone, arbeitet ebenfalls bei der Staatsanwaltschaft. Zunächst in Chicago, und nach dem Tod seines Vaters, in New York für die Special Victims Unit. Benjamin Stone hatte außerdem eine Tochter, die 2018 erschossen wurde.

## Paul Robinette

Richard Brooks spielte ADA Robinette.

Der Assistentsstaatsanwalt Paul Robinette arbeitete von 1990 bis 1993 mit Benjamin Stone zusammen. Er ist in Harlem aufgewachsen. Paul ist ein Verfechter der Gleichberechtigung der Rassen. Er verabscheut außerdem Rassismus. Schließlich wechselte er 1993 die Seiten: Er wurde Verteidiger und tritt in einer Folge gegen Staatsanwalt John Michael McCoy  auf, wo er eine ehemalige Crack-Süchtige verteidigte (6. Staffel, Folge 14). So vertritt er mehrere Mandanten 1996, 2005 und 2006. Robinette wurde von Claire Kincaid bei der Staatsanwaltschaft ersetzt.

## Adam Schiff
Adam Schiff ist der Nachfolger von Alfred Wentworth. Er wurde 1990 Leiter der Staatsanwaltschaft von Manhattan. Er ist Absolvent der Columbia University. Er ist ein pragmatischer Demokrat. Er hat gute freundschaftliche Beziehungen zu seinen Assistenten, wie Benjamin Stone oder Jack McCoy. Des Öfteren pflegt er Unterhaltungen über politische Themen mit ihnen. Zu seinem Freundschaftskreis gehören Geschäftsleute, Politiker und Richter.
1997 stirbt Schiffs Ehefrau bei Komplikationen nach einem Schlaganfall. Schiff verlässt 2000 das Büro der Staatsanwaltschaft, um mit Simon Wiesenthal zusammenzuarbeiten.

## Phil Cerreta

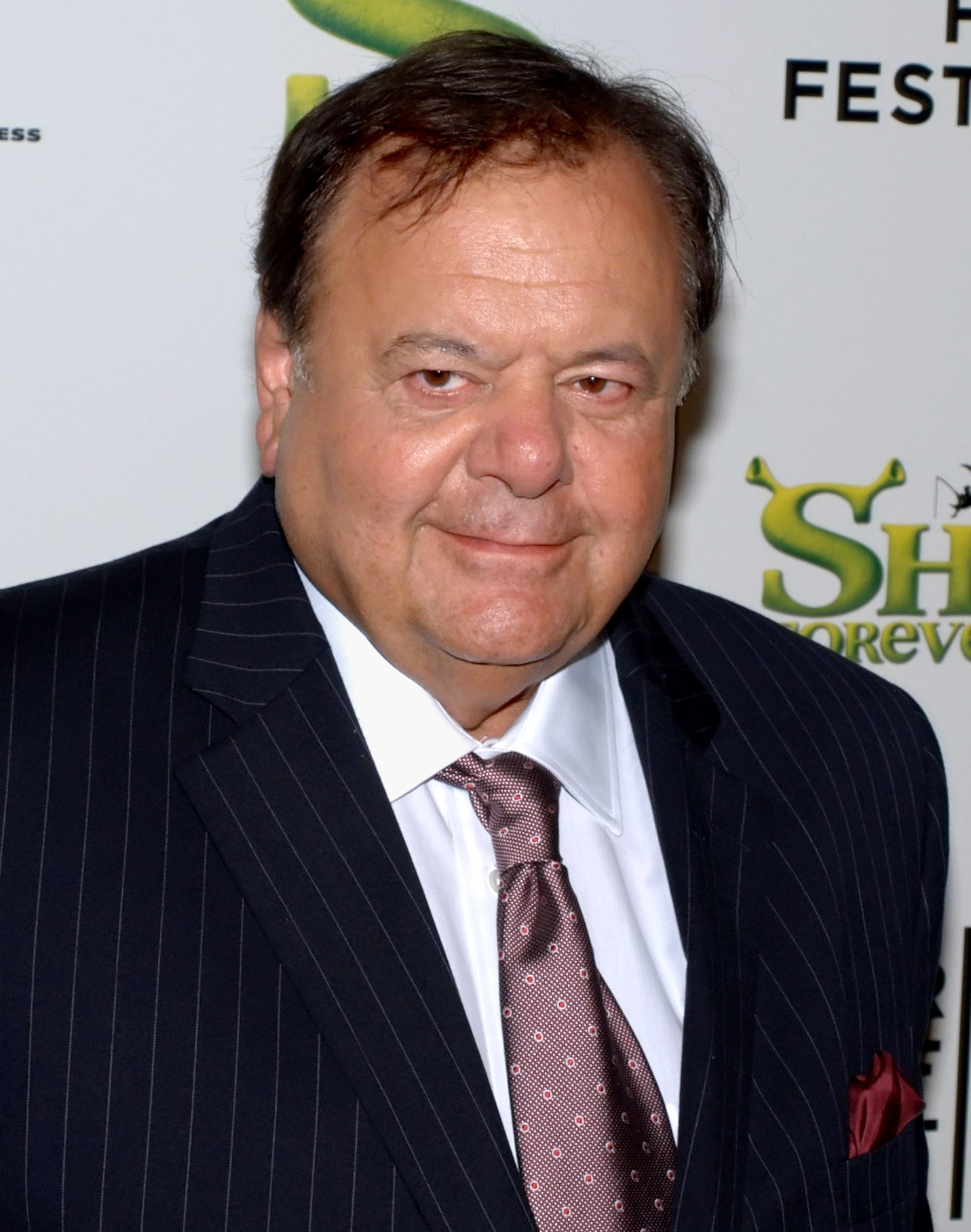
Paul Sorvino spielte Sgt. Cerreta

Sergeant Cerreta wurde 1961 Polizist und kam 1991 zur Mordkommission. Er ist ein italienisch-amerikanischer Katholik. Er ist verheiratet und hat fünf Kinder. Bevor er zur Polizei ging, war er beim Militär. Während eines Undercover-Einsatzes im Jahr 1992 wurde er niedergeschossen und überlebte. Nach der Attacke wurde bekannt, dass er nicht mehr im Außendienst arbeiten kann. Ihm wurde die Leitung des 110. Revier angeboten, die er annahm. Ersetzt wurde Cerreta durch Lennie Briscoe.

## Lennie Briscoe
Detective Lennie Briscoe wurde am 2. Januar 1940 geboren. Er wuchs in der Meatpacking District von Manhattan auf. Er war zweimal verheiratet und hat zwei Töchter. Er hat außerdem einen Neffen, der ebenfalls Detective ist. Lennie ist trockener Alkoholiker. Nachdem er 1996 einen Autounfall hatte, wobei Staatsanwältin Claire Kincaid gestorben ist, rührte er keinen Tropfen Alkohol mehr an. Lennie ist sehr gut mit Det. John Munch (in Law & Order: Special Victims Unit) befreundet, den er bei einer Mordermittlung zwischen New York City und Baltimore kennengelernt hat. Lennie hatte früher mit einer von Munchs Ex-Frauen geschlafen. Auch Briscoe war beim Militär, bevor er zum NYPD ging. Eine seiner Töchter wurde erschossen (Folge 8x22) und nach jüdischem Ritus beerdigt. 2004 ging Briscoe in Pension. Briscoe starb zwischen 2004 und 2007.

## Anita van Buren
Lt. Anita van Buren ist die Nachfolgerin von Cpt. Cragen und die Leiterin des 27. Reviers von Manhattan. Das NYPD entschied sich gegen eine Beförderung zum Captain. Dagegen wehrte sich van Buren erfolglos. Anita van Buren hat zwei Kinder und ist geschieden. Sie ist Absolventin des John Jay College.
2009 wurde bei ihr Gebärmutterhalskrebs diagnostiziert. Durch die Chemotherapie, die sie darauf begann, hatte sie ihre Haare verloren. 2010 war sie auf dem Weg der Besserung und schien fast geheilt zu sein.

## Claire Kincaid
Die Assistantsstaatsanwältin Claire Kincaid ist die Nachfolgerin von Paul Robinette. Sie ist gegen die Todesstrafe und hat ambivalente Gefühle gegenüber Drogenprohibition. Sie ist Absolventin der Harvard Law School. Ihr Stiefvater Mac Geller war einer ihrer Professoren. Sie zieht in den drei Jahren, die sie bei der Staatsanwaltschaft ist, oft in Erwägung, die Staatsanwaltschaft zu verlassen.
1996 stirbt sie bei einem Autounfall: Während sie den betrunkenen Det. Briscoe nach Hause fuhr, rammte ein ebenfalls betrunkener Autofahrer das Auto und Kincaid starb dabei; Lennie überlebte und irrte auf der Straße herum.

## Jack McCoy

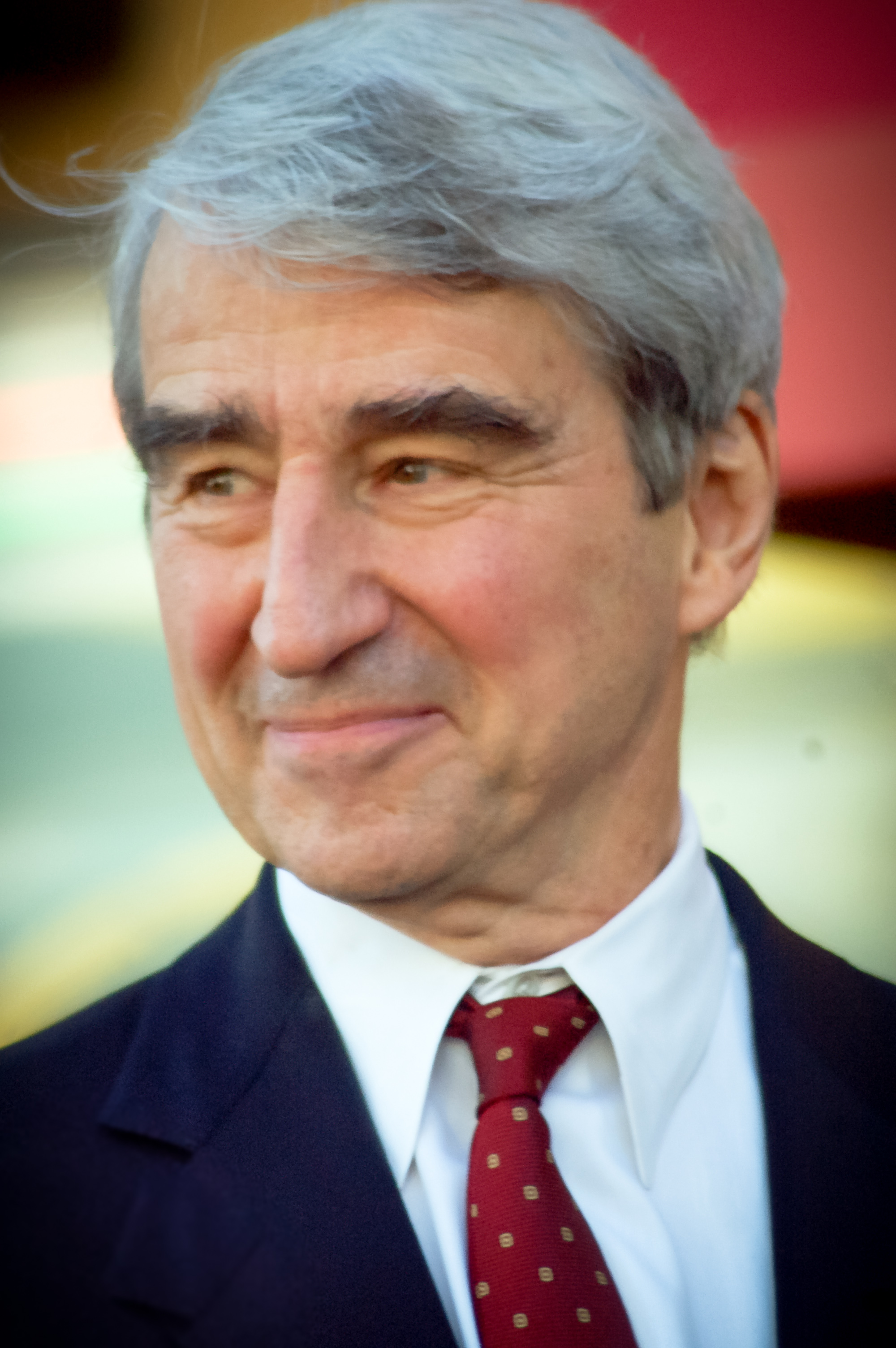
Sam Waterston als DA Jack McCoy

Staatsanwalt John Michael "Jack" McCoy ist seit 1970 bei der Staatsanwaltschaft. 1994 kam er zur Staatsanwaltschaft Manhattan. Dort war er bis 2007 der ausführende Staatsanwalt, bis er dann 2008 Leiter der Staatsanwaltschaft wurde. McCoy ist nicht so politisch interessiert wie Adam Schiff oder Arthur Branch, seine Vorgänger. Jedoch muss er, seitdem er das Amt des Staatsanwaltes innehat, sich politisch engagieren. Er ist für die Todesstrafe und strebt diese bei abscheulichen Verbrechen an. Während seiner Zeit bei der Staatsanwaltschaft hatte McCoy viele Konflikte mit seinen Vorgesetzten und mit seinen Assistenten. Er hatte außerdem mehrere Meinungsverschiedenheiten mit der Polizei.
McCoys Vater war Polizist in Chicago und war außerdem ein Rassist. Daher nahm McCoy oft Fälle, die u. a. mit Rassismus zu tun hatten, persönlich. Seine Mutter ist früh an Krebs gestorben. Jack ist zweimal geschieden und hat eine Tochter. Er hatte vor seiner Zeit bei der Staatsanwaltschaft Manhattan drei Affären mit seinen Assistentinnen.

## Rey Curtis
Detective Rey Curtis war der Nachfolger von Det. Logan und wurde 1995 neuer Partner von Det. Lennie Briscoe. Curtis war verheiratet und hat drei Kinder. Seine Frau Deborah starb 2009 an einer jahrelangen MS. Bereits 1999 wurde ihre MS schlimmer, so dass Curtis den Polizeidienst verließ. Während seiner Partnerschaft mit Briscoe, betrog Curtis seine Frau mehrmals, so dass er vorübergehend von zu Hause auszog. Später kehrte er wegen der MS seiner Frau zurück.
Nachdem er den Polizeidienst 1999 verließ und nach Los Angeles ging, meldete er sich 10 Jahre später bei Lt. van Buren, um über den Tod seiner Frau zu informieren. Seine Frau wurde in New York beerdigt.

## Jamie Ross

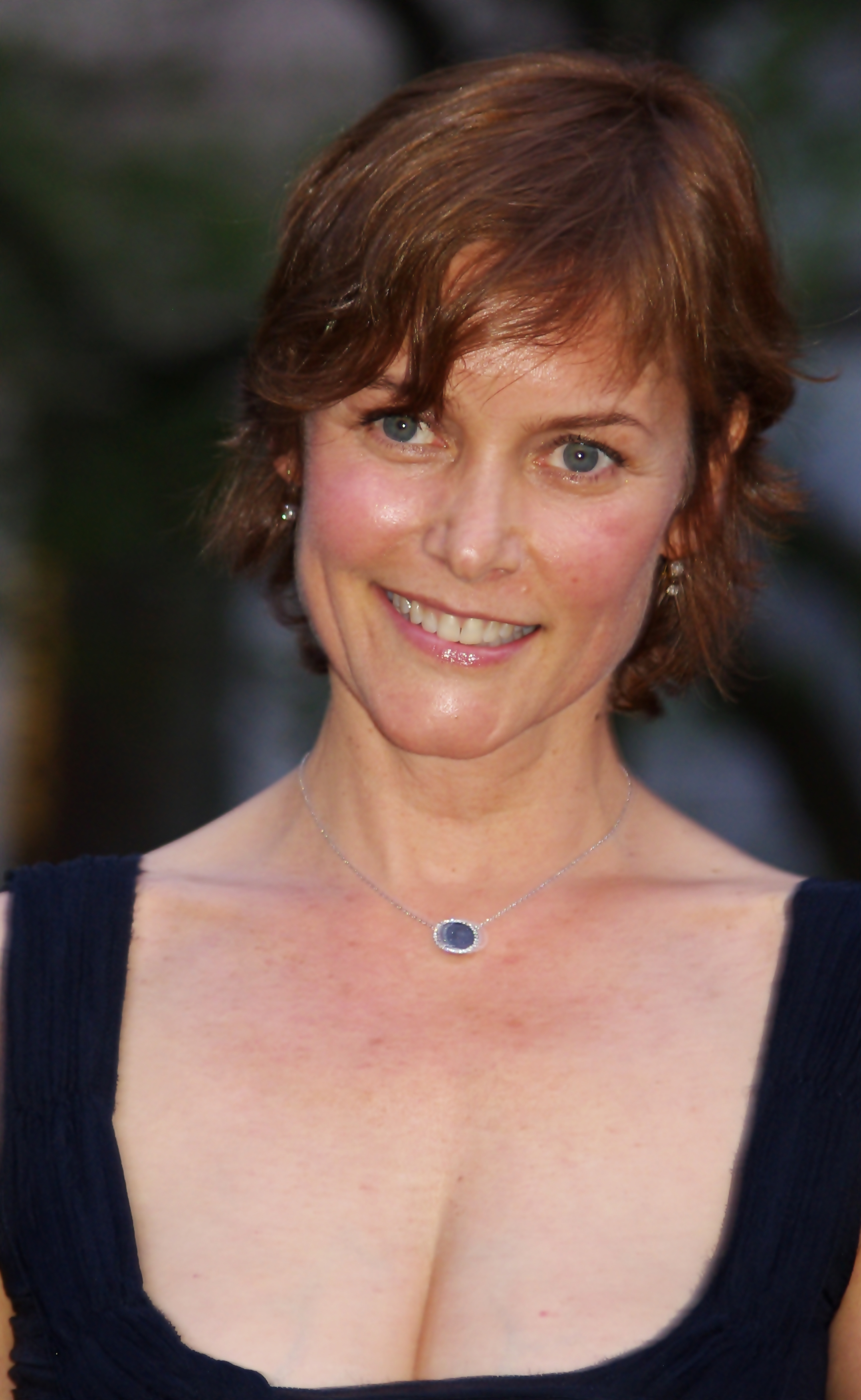
Carey Lowell spielte Jamie Ross

Jamie Ross kam 1996 als Assistantsstaatsanwältin nach Manhattan. Vorher war sie bei der Verteidigung. Sie studierte Jura an der Columbia University. 1997 bis 1998 hatte sie es schwer, sich auf die Arbeit zu konzentrieren, da sie sich mit ihrem Ex-Mann um das Sorgerecht für ihr Kind gestritten hatte. Dieser Grund war auch einer, dass sie 1998 die Staatsanwaltschaft wieder verließ. Sie ging zurück zur Verteidigung und nahm einen Job an, der ihr mehr Zeit gab, um sich um ihr Kind zu kümmern.
1999 und 2001 trat sie als Verteidigerin gegen Jack McCoy an. 2005 wurde sie zur Richterin befördert.

## Abbie Carmichael
Abbie Carmichael ist die direkte Nachfolgerin von Jamie Ross und kam 1998 zur Staatsanwaltschaft von Manhattan. Sie studierte an der University of Texas. Sie ist Pro-Life, gegen Waffenkontrolle, begünstigt die Todesstrafe und hat wenig Vertrauen in kriminelle Rehabilitationsprogramme. Sie hatte daher oft Konflikte mit ihrem Boss McCoy. 1999 wurde ihr Freund und Kollege Toni Ricci von russischen Gangstern ermordet. 2001 verließ sie die Staatsanwaltschaft.
Abbie vertrat viele Fälle von der Sondereinheit für Sexualdelikte.

## Ed Green

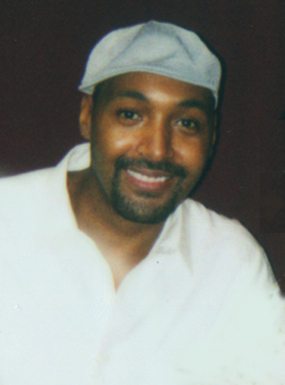
Jesse L. Martin als Det. Ed Green

Detective Ed Green wurde 1999 neuer Partner von Det. Lennie Briscoe. Zunächst hatten beide starke Meinungsverschiedenheiten, jedoch später wurden sie enge Freunde. 2004 ging Briscoe in den Ruhestand und Ed musste sich mit einem neuen Partner abfinden. Zunächst war Green skeptisch, was seinen Partner, Joe Fontana, anging. Später verstanden sich beide sehr gut. Im April 2005 wurde Green während der Ausübung seiner Pflicht niedergeschossen. Er musste darauf mehrere Monate durch Det. Falco ersetzt werden. Er erholte sich und kam im September 2005 wieder zurück in den Polizeidienst. Nachdem Fontana in den Ruhestand gegangen war, wurde Green Senior Detective und bekam ein Jahr eine Partnerin, die sehr unerfahren war. Anschließend bekam er einen Partner, der im Ausland für die New Yorker Polizei arbeitete. 2008 wurde Green in eine Schießerei verwickelt, woraufhin er angeklagt wurde. Er wurde zwar von allen Tatvorwürfen freigesprochen, verließ jedoch den Polizeidienst.

## Nora Lewin
Nora Lewin übernahm 2000, nach der Pensionierung von Adam Schiff, die Leitung der Staatsanwaltschaft. Zunächst sollte sie nur übergangsweise eingesetzt werden, wurde jedoch später voll eingesetzt. Vor ihrer Zeit als Staatsanwältin war sie Juraprofessorin. Schon 2002 stellte sie sich nicht wieder zur Wahl, um für den Posten bei der Staatsanwaltschaft zu kandidieren. Sie verließ darauf die Staatsanwaltschaft.

## Serena Southerlyn
Serena Southerlyn kam 2001 als neue Assistantsstaatsanwältin zu McCoys Team. Sie ersetzte Abby Carmichael. Auch sie hatte oft Konflikte mit McCoy und hatte unterschiedliche Meinungen, wenn es um Anklagen von Verdächtigen ging. 2005 zeigte sie große Sympathie für einen Verdächtigen, worauf sie von Arthur Branch gefeuert wurde. Southerlyn war der Meinung, dass sie aufgrund ihrer sexuellen Orientierung gefeuert wurde. Branch verneinte dies jedoch.

## Arthur Branch

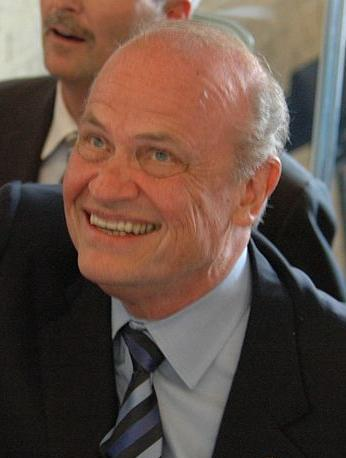
Fred Thompson spielte Arthur Branch

Arthur Branch war der Nachfolger von Nora Lewin bei der Staatsanwaltschaft. Er ist Absolvent der Yale University und war später sogar Professor dieser Universität. Außerdem ist Branch ein knallharter Politiker und kommt daher immer wieder in Konflikt mit seinem Stellvertreter Jack McCoy. Trotzdem war er ein guter Freund McCoys. 2007 verließ er die Staatsanwaltschaft nach fünf Jahren und stellte sich nicht zur Wiederwahl. Sein Nachfolger wurde der seit langem bei der Manhattaner Staatsanwaltschaft ansässige Jack McCoy.

## Joe Fontana

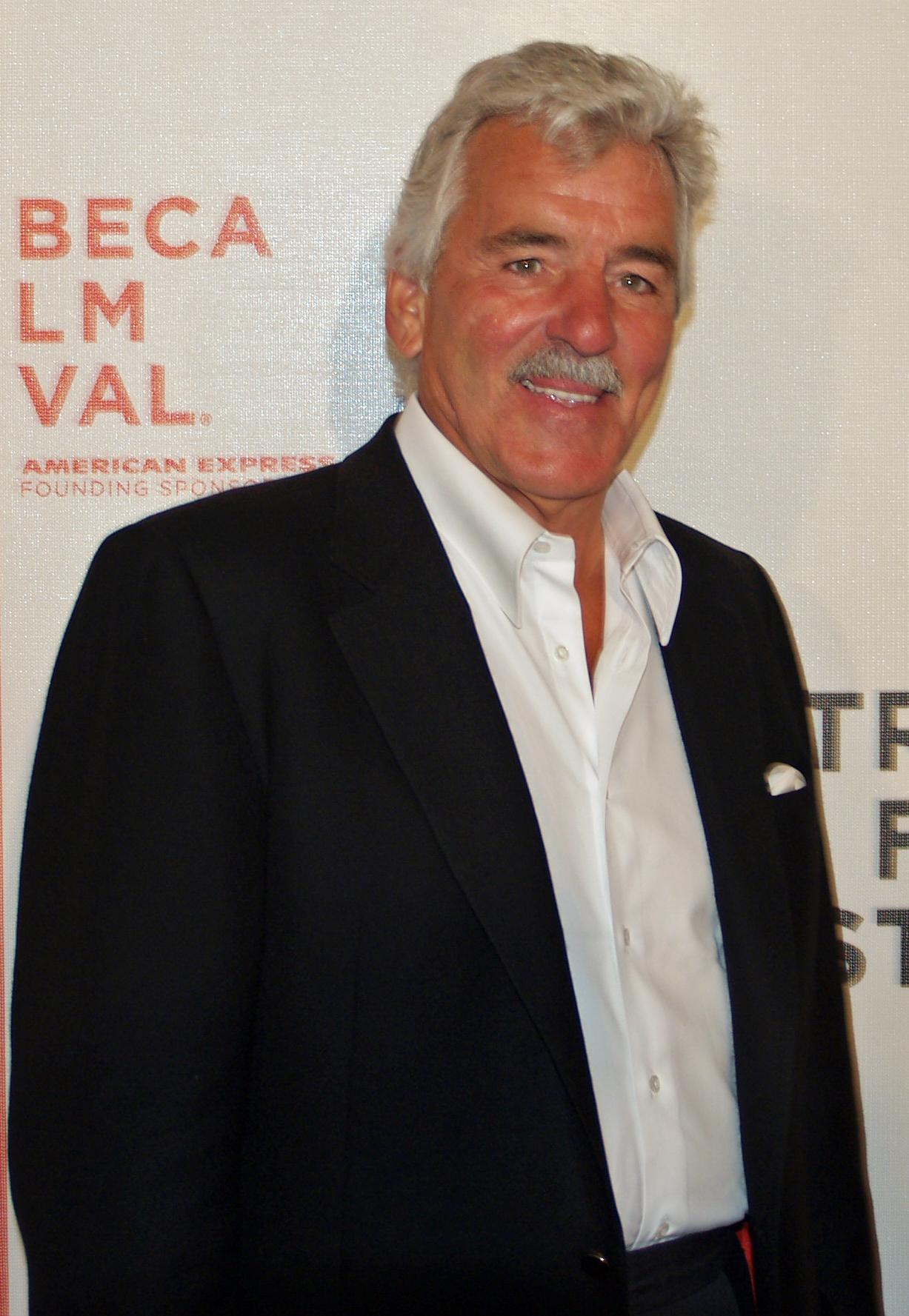
Dennis Farina spielte Det. Fontana

Nach der Pensionierung von Lennie Briscoe kam Detective Joe Fontana 2004 aus der Bronx nach Manhattan und wurde neuer Partner von Det. Ed Green. Ursprünglich kommt Fontana aus Little Italy in Chicago. Fontana ist so reich, dass er gar nicht arbeiten müsste. Er trägt maßgeschneiderte Anzüge und fährt einen Mercedes-Benz SL500. Er trägt außerdem ständig mehrere tausende Dollar mit sich. Det. Fontana setzt bei seinen Ermittlungen oft auf die „alte Schule“ der Polizeiarbeit und wird daher auch mal gewalttätig gegenüber Verdächtigen. Dabei setzt er oft Folter ein, indem er beispielsweise einen Täter den Kopf in eine Toilettenschlüssel steckt. 2006 ging er in Pension.

## Alexandra Borgia
Alexandra Borgia wurde 2005 neue Assistentin von Jack McCoy, nachdem Arthur Branch seine vorherige Kollegin Serena Southerlyn gefeuert hatte. Sie arbeitete vorurteilsfrei mit Jack und Arthur zusammen. Sie setzte sich für jeden Fall mit voller Konzentration ein und musste dafür 2006 mit ihrem Leben bezahlen, nachdem sie von einer Gruppe Gewalttätiger entführt und gefoltert wurde. Infolge von Fesselungen und des Eingesperrtseins in einem Kofferraum erstickte sie an ihrem eigenen Erbrochenen. Ihre Nachfolgerin wurde Connie Rubirosa.

## Nick Falco

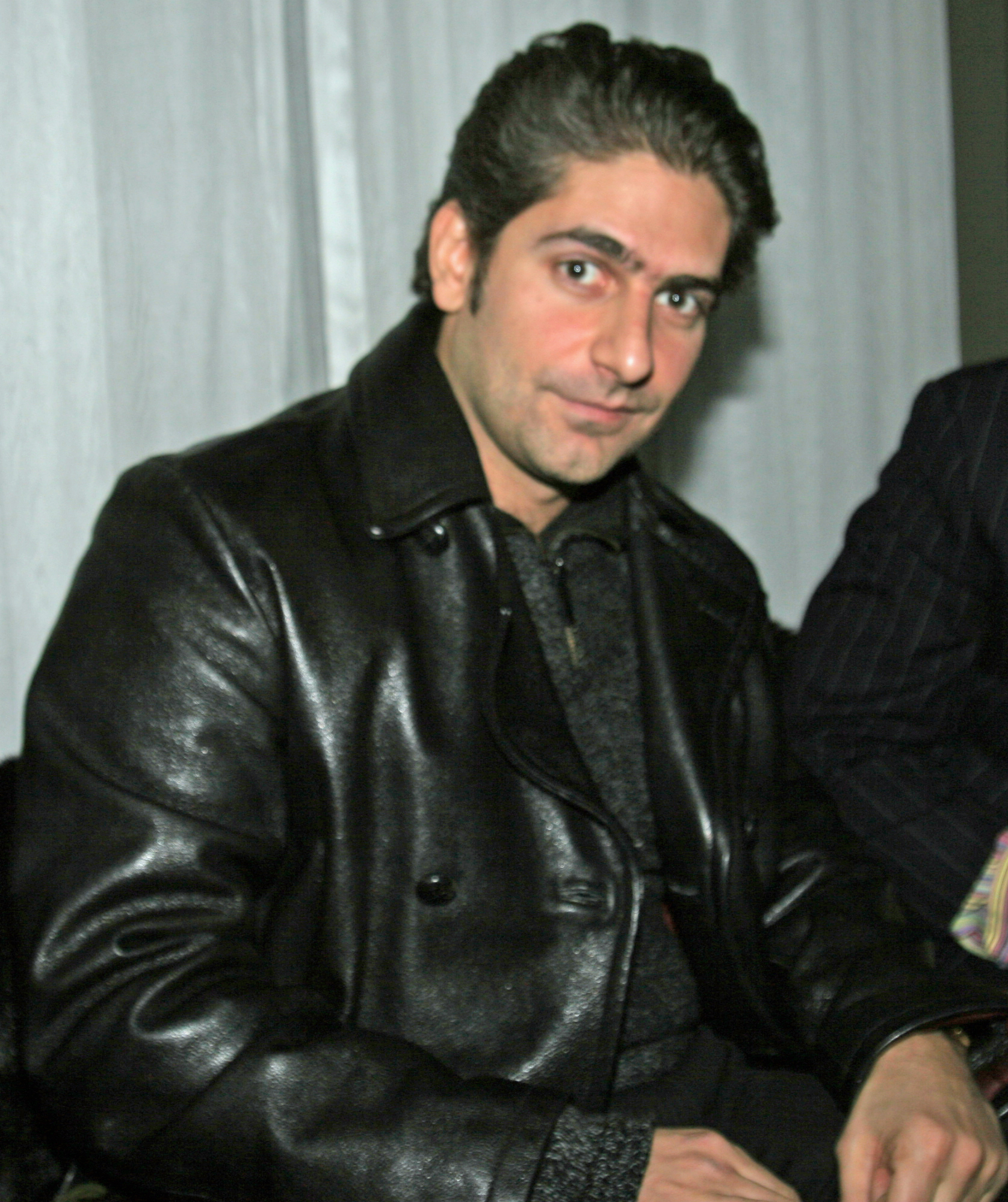
Michael Imperioli spielte Det. Falco.

Nachdem Det. Ed Green während einer Ermittlung niedergeschossen wurde und ins Koma fiel, wurde Det. Nick Falco vorübergehend neuer Partner von Det. Joe Fontana. Er und Fontana hatten während ihrer kurzen Partnerschaft keine Auseinandersetzungen oder Konflikte. Nach einem Jahr war Falco in einem Mordfall verwickelt, den Fontana und Green untersuchten. In Falcos Wohnung wurde eine Frau erstochen, und er konnte sich an nichts mehr erinnern. Später stellte sich heraus, dass er betäubt und eigentlich beraubt werden sollte. Er wurde von allen Vorwürfen freigesprochen.

## Nina Cassady
Det. Nina Cassady kam als Anfängerin zum 27. Revier. Sie arbeitete ein Jahr mit Det. Green zusammen. Sie war schon im Vorfeld durch die Boulevardpresse als "Detective Beauty Queen" bekannt geworden und kam damit nicht gut bei Lt. van Buren an. Sie wurde letztendlich wieder entlassen.

## Connie Rubirosa
Connie Rubirosa absolvierte ihr Jurastudium am Swarthmore College. Sie arbeitete anschließend als Kindergärtnerin, bis sie zur Staatsanwaltschaft nach Manhattan kam. Sie arbeitete zunächst mit Jack McCoy zusammen. Als dieser zum neuen Leiter der Staatsanwaltschaft wurde, war sie Assistentin von Mike Cutter. Sie arbeitete ca. fünf Jahre bei der Manhattaner Staatsanwaltschaft, bis ihre Mutter krank wurde und sie nach Los Angeles ziehen musste. Dort arbeitete sie nun als stellvertretende Bezirksstaatsanwältin.

## Cyrus Lupo
Bevor Det. Lupo zum 27. Revier kam, arbeitete er fürs NYPD’ Terrorismusbekämpfung. Er war dafür im Irak und in Marokko. Er wurde zunächst Partner von Ed Green, der den Tod Lupos Bruder untersuchte. Es kam heraus, dass er Selbstmord begangen hatte. Nachdem Ed Green den Polizeidienst verließ, wurde Det. Bernard sein neuer Partner. Nebenbei studiert Lupo Jura an einer Abendschule.

## Michael Cutter
Michael „Mike“ Cutter wurde 2008 stellvertretender Staatsanwalt, nachdem McCoy der Leiter der Dienststelle wurde. Cutter setzt sich durch und widersetzt sich oft den Anweisungen von McCoy. Er war einmal so gestresst und machte Fehler, so dass McCoy ihm Urlaub verordnete. 2011 wurde Cutter Bureau Chief der Staatsanwaltschaft und erhebt des Öfteren Anklagen für die Special Victims Unit.

## Kevin Bernard

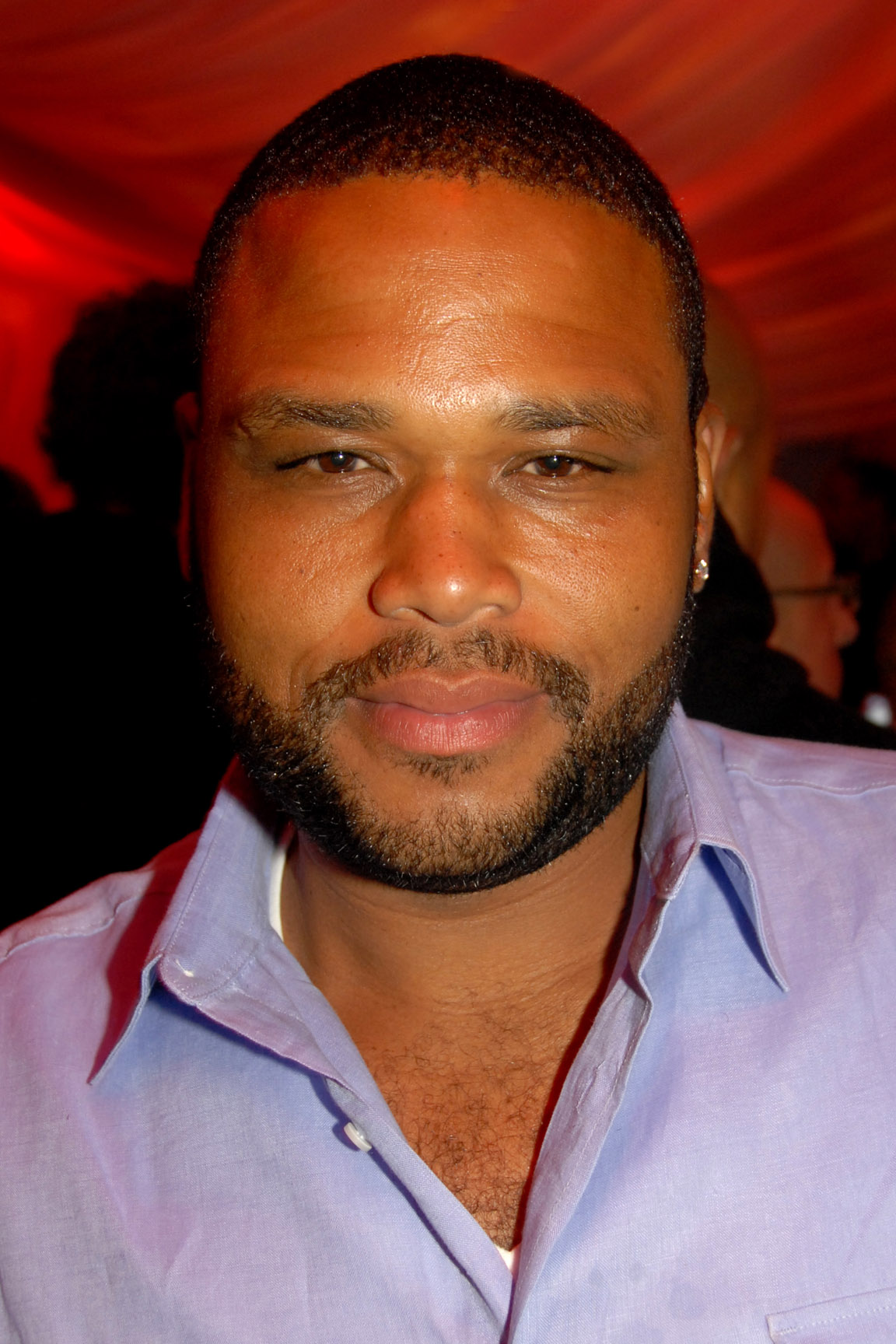
Anthony Anderson spielte Kevin Bernard

Det. Bernard war zunächst bei der Dienstaufsicht und ermittelte gegen Ed Green, der einen Verdächtigen erschossen hatte. Nachdem Green, trotz seines Freispruchs, den Dienst verlassen hatte, wechselte Bernard von der Dienstaufsicht zum Morddezernat. Dort arbeitet er mit Det. Lupo zusammen. Bernard und Lupo haben sich schnell angefreundet und kommen gut miteinander aus. Lupo nennt ihn immer nur „B“.

## Episodennachweise
1. ↑  Als Frank Lehrmann, Anwalt von Melanie Cullen in "Mord oder Totschlag" (Episode 2)
2. ↑  Als Johnny Stivers, Chauffeur und Mörder in "Ein fataler Fehler" (Episode 18); aufgeführt als Michael Imperiola.
3. ↑  Als Geneva in "In den Rücken gefallen" (Folge 2), L&O: Episode 351.
4. ↑  Als Anwalt Clint Glover in "Familienfinale" (Episode 22).
5. ↑  L&O: Episode 23
6. ↑  SVU: Episode 7.
7. ↑  L&O: Episode 157
8. ↑  L&O: Episode 63
9. ↑  L&O: Episode 444